# Günter Hörnlein
Günter Hörnlein (* 3. November 1928 in Villingen; † 2. November 2021 in Itzehoe) war ein Jurist und Bürgermeister der Städte Mölln und Itzehoe.

## Leben
Hörnlein wuchs in Kiel auf und studierte auch dort Jura. Er war bereits Bürgermeister von Mölln (1962–1967), als er im Oktober 1966 von der Ratsversammlung der Stadt Itzehoe zum Bürgermeister gewählt wurde; dieses Amt trat er zum 1. Januar 1967 an. Er hatte das Amt inne, bis am 15. November 1990 Harald Brommer zum neuen Bürgermeister Itzehoes gewählt wurde und dieser zum 2. Januar 1991 die Amtsgeschäfte übernahm.
Am 5. Dezember 2003, dem Internationalen Tag des Ehrenamtes, hat Ministerpräsidentin Heide Simonis ihm die Ehrennadel des Landes Schleswig-Holstein verliehen.

## Familie
Hörnlein heiratete um 1953 und hatte einen Sohn und zwei Enkelkinder.